# Zjawisko Cottona-Moutona
Zjawisko Cottona-Moutona – jedno ze zjawisk magnetooptycznych polegające na indukowaniu dwójłomności w izotropowej cieczy umieszczonej w polu magnetycznym. Zjawisko to zaobserwowali jako pierwsi w 1907 Aimé Cotton i Henri Mouton.
Efekt ten jest podobny do efektu Kerra, z tym, że efekt Kerra wywołany jest poprzecznym polem elektrycznym.
Zjawisko zachodzi dla takich cieczy jak
- dwusiarczek węgla,
- nitrobenzen.

## Zależność między indukcją magnetyczną a stopniem dwójłomności
Miarą dwójłomności jest różnica między współczynnikiem załamania dla światła biegnącego równoległe do pola magnetycznego do współczynnikiem załamania dla światła biegnącego prostopadle do tego pola {\displaystyle \Delta n.} Różnica te jest proporcjonalna do kwadratu indukcji magnetycznej {\displaystyle B} i długości tego światła w próżni {\displaystyle \lambda } zgodnie z równaniem
{\displaystyle \Delta n=CB^{2}\lambda ,}
gdzie {\displaystyle C} jest stałą zależną od rodzaju materiału.

## Mechanizm zjawiska
Cząsteczki cieczy pod wpływem zewnętrznego pola magnetycznego zostają częściowo zorientowane. Orientacja cząsteczek wprowadza do cieczy anizotropię. Światło biegnące w cieczy prostopadle do kierunku indukcji magnetycznej ulega na skutek tej anizotropii podwójnemu załamaniu. Wzrost temperatury zaburza orientację cząsteczek prowadząc do zwiększenia chaotyczności ich ustawienia. Dlatego zjawisko Cottona-Moutona szybko zanika wraz ze wzrostem temperatury.